# 점성술의 별자리
점성술의 별자리(占星術~ ~, astrological signs)는 서양 점성술에서 양자리의 시작점이라고도 알려진 춘분점(천구 적도와 황도의 교차점)에서 시작하는 황도의 30º씩의 열두 개의 구간이다. 그 점성술의 별자리의 순서는 양자리, 황소자리, 쌍둥이자리, 게자리, 사자자리, 처녀자리, 천칭자리, 전갈자리, 사수자리, 염소자리, 물병자리, 물고기자리이다.
황도대의 개념은 바빌로니아 점성술에서 유래했고, 그 후에 헬레니즘 문화에 영향을 받았다. 점성술에 의하면, "위와 같이 아래도"의 원리로 하늘의 현상은 인간의 행동과 관계가 있으므로, 그 별자리는 행성들이 그들의 경험의 특질을 명백히하는 것을 통한 표현의 특징적인 방식 또는 경험의 특유한 성질의 대표성을 지닌다.
황도대의 12개의 부채꼴 부분 분할은 지구중심적 관점에서 천체들의 위치들을 고려할 때, 점성술의 기본 기준 틀을 구성한다. 따라서, 우리는 예를 들어 양자리 23º(경도 23º)에 있는 태양, 전갈자리 7º(경도 217º)에 있는 달, 또는 물고기자리 29º(경도 359º)에 있는 목성을 찾을 수도 있다. 천체들 외에도, 이 황도 좌표계 안에서 지리적 시간에 따라서 다른 점성학적 점(點)들(즉, 상승점과 중천점 그리고 하우스의 끝점들)도 참조된다.
황도대의 이름과 상징의 전통은 변함없이 남아 있지만, 현재 점성술의 여러 체계에서 하늘을 측정하고 분할하는 다양한 접근법이 사용되고 있다. 서양 점성술은 (태양년의 가장 길고, 같고, 가장 짧은 낮과 관련된 점인) 분점과 지점에서부터 측정한다. 반면에, 조티사 또는 베다 점성술은 적도면(항성년)을 따라 측정한다. 세차 운동은 서양 점성술의 황도대 별자리가 유사한 이름을 지니는 현 시대의 천문학상 별자리(constellations)와 상응하지 않는 결과를 낳았다. 반면에 조티사 측정법은 여전히 배경 별자리와 일치한다.
서양과 서아시아의 점성술에서는 하늘에 있는 각각의 별자리를 통한 공간에 그리고 태양과 달과 행성들의 이동에 주안점을 둔다. 대조적으로, 중국의 점성술에서 주안점은 년과 월, 일 그리고 시간의 주기에 운용되는 황도대에 해당하는 시간에 있다. 그러나, 이 세 가지의 모든 전통의 공통적인 특징은 한 사람의 출생 순간에 동쪽 지평선에서 (지구의 자전으로 인해) 떠오르는 황도대의 별자리인 상승점의 중요성이다.
항성 주기는 (태양계 밖의 고정된 한 점에서 관측될 때) 태양계 내의 한 천체가 항성에 대하여 한번의 공전을 완료하는데 소요되는 시간이다. 만일 (태양과 지구에 대하여 같은 상대적인 위치로 복귀하는데 걸리는 시간인) 한 행성의 회합주기가 알려져 있다면, 그것의 항성 주기는 계산될 수 있다. 지구의 달과 인공위성의 항성 주기는 배경 항성에 대해서 같은 위치로 복귀하는데 걸리는 시간이다. 만일, 지구가 태양에 대해서 고정된 위치에서 자전하고 있었다면, 한 해 동안에 모든 항성은 같은 시간에 뜨고 졌을 것이다,.
지구를 중심으로 궤도가 만들어진 것으로 가정되는 황도대적 별자리라고 알려진 별자리들의 무리가 있다. 천문학자들에게, 그 띠는 황도라고 불리며, 겉보기에 지구를 공전하는 것으로 보이는 태양과 달의 이동 경로이다. 어떤 점성가가 누군가의 태양이 게자리에 있다고 한다면, 그러함은 그 사람이 태어났을 때, 태양이 게자리에 있었다는 의미이다. 따라서, 사람은 자신의 생일에 출생 별자리를 육안으로 볼 수 없으며, 몇 달이 지나서 태양이 그 별자리를 한참 벗어난 뒤에나 볼 수 있다.
그 별자리들은 한해 동안에 각기 다른 기간을 갖는다. 지구에서 관측될 때, 태양이 처녀자리에 있는 추분에, 그 별자리가 속한 반구는 낮이으로, 사람은 한밤에 육안으로 중천에 있는 물고기자리를 볼 수 있을 것이며, 육개월이 지나서 태양이 물고기자리로 이동하면, 그쪽 반구는 낮이 되고, 한밤에 중천에서 처녀자리를 볼 수 있을 것이다.

## 서양의 황도대 별자리

### 황도대의 역사와 상징

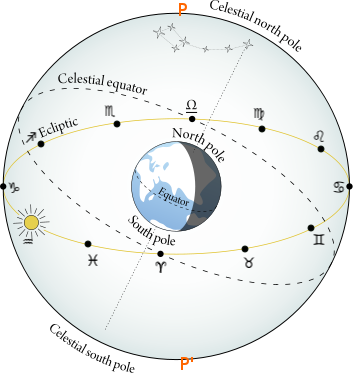
황도의 열두 별자리. 각각의 점은 한 별자리의 시작을 표시하며 그것들은 30º씩 분할된다. 천구 적도와 황도의 교점은 분점으로 정의한다.: 양자리의 첫 번째 점과 천칭자리의 첫 번째 점. 천구의 극들과 황도의 극들(P와 P')을 포함하는 대원은 게자리 0º와 염소자리 0º에서 교차한다. 이 도해에서, 태양은 개략적으로 물병자리 의 시작에 위치해 있다.

서양 점성술은 본질적으로 그레코로만 문화의 산물이며, 그것의 더 많은 기본 개념은 바빌로니아에서 비롯되었다. 수메르의 자료들에서 천체의 "별자리"로 분리된 참조들은 수메르의 황도대에 대해 말하기에는 불충분하다. 그것의 균등한 열두 부분으로의 분할은 바빌로니아에서 비롯된 개념적 구성임에는 분명하다.
기원전 4세기에 바빌로니아의 점성술과 천체 징후에 대한 그들의 체계는 그리스 문화에 영향을 주었고, 기원전 2세기 후반에 이집트의 점성술에도 혼합되었다. 그것은 메소포타미아 전통과는 다르게 개인의 출생 차트에 강력하게 초점을 맞추고 상승점(출생 시간에 황도의 떠오르는 도수)과 열두 하우스의 사용을 채택한 천궁도 점성술이 개발되는 결과를 낳았다. 엠페도클레스의 고전적 사원소와 점성술 별자리와의 결합은 열두 별자리의 성격 묘사에 있어서 또 다른 중요한 발전이다.
2세기에 점성술의 지식의 대부분이 프톨레마이오스의 《테트라비블로스》에서 묘사되었다. 그 작품은 유럽과 중동의 전역에 점성술이 성공적으로 보급되는데 기인했고, 그후의 전통들은 그것의 핵심 교지로의 다소 실제적인 변화를 만들며 열일곱 세기의 대부분 동안에 참고문헌으로 남아있었다.
이어지는 표는 한국어 이름과 (여전히 널리 쓰이는) 라틴어 이름과 그 해설이 있는 천구 경도의 열두 구역들을 열거한다. 점성술의 별자리와 달력의 날짜와의 연결은 태양궁 점성술을 참조할 때에만 사용된다.
| 별자리        | 백양궁 (Aries) | 금우궁 (Taurus) | 쌍아궁 (Gemini) | 거해궁 (Cancer) | 사자궁 (Leo) | 처녀궁 (Virgo) | 천칭궁 (Libra) | 천갈궁 (Scorpio) | 인마궁 (Sagittarius) | 마갈궁 (Capricorn) | 보병궁 (Aquarius) | 쌍어궁 (Pisces) |
| ------------- | -------------- | --------------- | --------------- | --------------- | ------------ | -------------- | -------------- | ---------------- | -------------------- | ------------------ | ----------------- | --------------- |
| 황경 구간 (λ) | [0º, 30º[      | [30º, 60º[      | [60º, 90º[      | [90º, 120º[     | [120º, 150º[ | [150º, 180º[   | [180º, 210º[   | [210º, 240º[     | [240º, 270º[         | [270º, 300º[       | [300º, 330º[      | [330º, 360º[    |
| 상징          |                |                 |                 |                 |              |                |                |                  |                      |                    |                   |                 |
| 해설          | 숫양           | 황소            | 쌍둥이          | 게              | 숫사자       | 아가씨         | 저울           | 전갈             | 활 쏘는 괴물         | 염소               | 물동이 운반인     | 물고기 두마리   |

### 양극과 사원소

2012년 5월 16일의 행성들의 별자리 위치들을 나타내는 도해. 별자리는 관련 원소에 따라 색칠되어 있다. 각각의 행성은 상형문자로 그려져 있고 각각의 가까이에 별자리 안의 경도가 표기되어 있다. 추가 부호들은 겉보기 역행(℞)이나 외견상의 정지운동(역행에서 순행으로의 전환 또는 그 반대: S)의 표시가 더해졌을 수도 있다.

기원전 5세기의 그리스 철학자 엠페도클레스는 불(Fire), 흙(Earth), 공기(Air), 물(Water)을 원소로 간주하였다. 그는 우주의 본질을 사원소를 다루는 사랑과 갈등이라 불리는 두 가지의 상반되는 원리들로 설명했으며, 그 네 가지 원소들은 같은 나이로 모두 동등하고, 각각 자신의 범위를 다스리며, 각각 자신의 개인 성격을 지닌다고 서술했다. 이 요소들의 상이한 혼합들은 사물의 특이한 본질들을 만들어 낸다. 엠페도클레스는 사원소의 거의 동등한 비율을 갖고 태어난 사람들은 더 지적이며 대단히 정확한 지각을 갖고 있다고 말했다.
각각의 별자리는 고대 원소들 중의 하나와 관련있고, 그것들은 극성에 따라 조화된다. 즉, 불과 공기의 별자리들은 양(陽) 또는 외향성, 남성의 별자리들이며, 반면에 물과 흙의 별자리들은 음(陰) 또는 내향성, 여성의 별자리들로 여겨진다. 현대적 접근은 그 원소들을 "경험의 에너지 물질"로 보며, 다음의 표는 핵심어들을 통하여 그것들의 묘사를 요약하려 한다.
| 극성                | 원소 | 기호 | 핵심어                    | 별자리                         |
| ------------------- | ---- | ---- | ------------------------- | ------------------------------ |
| 양(陽) (자기표현적) | 불   |      | 열광, 주장, 신념, 추진    | 양자리, 사자자리, 사수자리     |
| 양(陽) (자기표현적) | 공기 |      | 의사소통, 사회화 , 개념화 | 쌍둥이자리, 천칭자리, 물병자리 |
| 음(陰) (자기억제적) | 흙   |      | 실용성, 조심, 물질 세계   | 황소자리, 처녀자리, 염소자리   |
| 음(陰) (자기억제적) | 물   |      | 정서, 공감, 감성          | 게자리, 전갈자리, 물고기자리   |

원소에 따른 분류법은 몇몇 점성가들이 행성(특히 태양과 달)과 모서리(특히, 상승점)의 위치를 통해 보여지는 요소들의 균형을 고려하여 출생 차트에 대한 그것들의 해석을 시작하므로 그 중요성을 획득해 오고 있다.

### 세 가지 양상
사원소는 각각 세 가지 양상들로 나타난다: 가동적(可動的, Cardinal), 고정적(固定的, Fixed), 변통적(變通的, Mutable). 각각의 양상은 네 개의 별자리를 포함하는데, 그것들은 각각의 사궁(四宮, quadruplicity)으로도 알려져 있다. 때때로, 그것은 황도대에서 서로 맞은편끼리 연결되는 모양으로 인해 십자가라고도 불린다. 기독교 점성술(Christian astrology)은 그 세 가지 성질을 삼위일체에서의 하나님의 세 가지 위격과 관련짓는다.
| 양상   | 기호 | 핵심어                                | 별자리                                     |
| ------ | ---- | ------------------------------------- | ------------------------------------------ |
| 가동적 |      | 행동, 솔선, 역동성, 위대한 힘         | 양자리, 게자리; 천칭자리; 염소자리         |
| 고정적 |      | 변화에 대한 저항, 큰 의지력, 비융통성 | 황소자리, 사자자리, 전갈자리, 물병자리     |
| 변통적 |      | 적응성, 순응성, 유연성, 순환          | 쌍둥이자리, 처녀자리, 사수자리, 물고기자리 |

요소와 양상의 조합은 기본 별자리 성격묘사를 제공한다. 예를 들어, 염소자리는 가동적 흙의 별자리로써, 그것은 물질계(땅의 속성)에서의 행동(가동적 양상)과 연관된 의미가 있다. 이것은 야망 또는 삶에서 매일마다 필요한 것들인 고체의 실용으로 해석할 수 있다.
다음 표는 원소와 양상의 열두가지 조합을 나타낸다.
|        | 불     | 흙     | 공기   | 물     |
| ------ | ------ | ------ | ------ | ------ |
| 가동적 | 백양궁 | 마갈궁 | 천칭궁 | 거해궁 |
| 고정적 | 사자궁 | 금우궁 | 보병궁 | 천갈궁 |
| 변통적 | 인마궁 | 처녀궁 | 쌍아궁 | 쌍어궁 |

### 행성의 주인지위
행성의 주인지위(主人地位, rulership)란 행성과 상관 있는 별자리와 하우스의 간의 관계이다. 전통적 서양 점성술에서, 각각의 별자리는 하나와 일곱 개의 가시적 행성(점성술에서는 태양과 달을 발광체(Light)들로 칭하고, 다른 천체들은 축어적으로 방랑하는 사람들을 의미하는 행성들이라 부른다. 예를 들어, 항성들(the fixed stars)는 대조적인 떠도는 별들.) 중 단 한개에 의해서 통치된다. 전통적인 통지자의 지위는 다음과 같다. 백양궁(화성(Mars)), 금우궁(금성(Venus)), 쌍아궁(수성(Mercury)), 거해궁(달), 사자궁(태양), 처녀궁(수성), 천칭궁(금성), 천갈궁(화성), 인마궁(목성(Jupiter)), 마갈궁(토성(Saturn)), 보병궁(토성), 쌍어궁(목성).
심리 지향 점성가들은 종종 토성 대신에 천왕성(Uranus)를 보병궁의 주인 또는 공통주인으로, 목성 대신에 해왕성(Neptune)를 쌍어궁의 주인자 또는 공동주인로, 화성 대신에 명왕성(Pluto)을 천갈궁의 주인 또는 공동주인라 여긴다. 몇몇 점성가들은 소행성 케이론(Chiron)이 처녀궁의 주인이 될 수도 있다고 믿는다. 반면에, 다른 현대 점성가들의 단체는 대신에 세레스(Ceres)가 금우궁의 주인이고 주장한다. 다른 점성가들은 여전히 과거 행성들인 팔라스(Pallas), 베스타(Vesta), 유노(Juno), 하이기아(Hygiea)를 그들의 묘사와 주인지위(예를 들어 베스타를 금우궁에, 팔라스를 처녀궁)에 사용한다.
새롭게 발견된 행성을 특정 별자리의 주인 또는 공동주인으로 여기는 것과 그러지 않는 것 사이의 논쟁이 계속되고 있다. 몇몇 점성가들(대부분 함부르크 학교의 우주생명상관론자들과 우라니아 점성가들)은 점성학적 별자리들을 전혀 사용하지 않는다. 그런 까닭에, 그들은 점성학적 차트를 해석할 때 행성의 지위나 본질적 위계는 계산에 넣지 않는다.
만일 한개가 사자궁과 거해궁에서 시작한다면, 전통적인 행성의 지위들은 그것들이 자연의 태양계에서 존재하는 것과 같이 태양에서부터 같은 순서로 바깥을 향해 배열된다는 것에 주목할 필요가 있는데, 발광체들은 사자궁과 거해궁을 통치하고, 수성은 처녀궁과 쌍아궁을 통치하고, 금성은 천칭궁과 금우궁을 통치하고, 화성은 천갈궁과 백양궁을 통치하고, 목성은 인마궁과 쌍어궁을 통치하고, 토성은 백양궁과 보병궁을 통치한다. 이 결과는 사자궁과 보병궁 0° 축을 가로지르는 전통적인 주인지위들의 대칭이다. 천갈궁의 주인을 이 대칭성을 깨는 명왕성으로 돌리는 현대 점성술의 지위들은 이 대칭성을 깬다는 데에도 유의할 필요가 있다.
이어지는 표는 전통의 그리고 현대의 주인지위들을 보여준다.
| 전통 | 별자리 이름 | 주인행성 전통 / 현대 |
| ---- | ----------- | -------------------- |
|      | 백양궁      | 화성                 |
|      | 금우궁      | 금성                 |
|      | 쌍아궁      | 수성                 |
|      | 거해궁      | 달                   |
|      | 사자궁      | 태양                 |
|      | 처녀궁      | 수성                 |
|      | 천칭궁      | 금성                 |
|      | 천갈궁      | 화성 / 명왕성        |
|      | 인마궁      | 목성                 |
|      | 마갈궁      | 토성                 |
|      | 보병궁      | 토성 / 천왕성        |
|      | 쌍어궁      | 목성 / 해왕성        |

### 위엄과 손상, 고양과 쇠퇴
본질적 위계(本質的 位階, essential dignity)로 알려진 점성술의 전통적인 신념은 태양과 달과 행성들이 어떤 별자리에서 그 별자리와 기본 특성이 조화되어 있기 때문에 다른 데서보다 더 강력하고 효과적이라는 개념이다. 대조적으로, 그것들은 어떤 별자리에서 그들의 본성이 그 별자리와 서로 상충하기 때문에 작용하기에 약해지거나 어려워진다고도 한다. 이 분류에서 가장 중요한 것은 위엄(威嚴, Dignity), 손상(損傷, Detriment), 고양(高揚, Exaltation), 쇠퇴(衰退, Fall)이다.
- 위엄과 손상: 한 행성이 그것이 통치하는 별자리 안에 들어 있다면, 강해지거나 위엄있다. 다른 말로 하면, 그것은 주인으로 행사한다고 한다. 예를 들어, 거해궁에 있는 달은 "강하다"(완전하게 위엄이 갖춰진다.)고 여겨진다. 17세기의 점성가 윌리엄 릴리는 유력한 위계를 왕위에 오른 왕의 통치자로서의 지위에 비교했다. 만일 한 행성이 그것이 통치하는 (또는 위엄있는) 것과 반대되는 별자리에 있다면(예를 들면, 마갈궁에 있는 달), 그것은 약해지거나 "손상입는다."[21]

전통적인 점성술에서, 별자리는 위계의 다른 수준들은 통치자로서의 지위뿐만이 아니라고 인정한다. 그것들은 고양과 쇠퇴(아래 참조), 삼궁(三宮, Triplicity), 텀(Terms) 또는 바운드(Bounds)그리고 페이스(Face) 또는 십분각(十分角, decan)이라고 알려져 있는데, 이것들 모두는 어느 것 그대로의 본성이 부여된 지위 또는 능력인 행성의 본질적 위계를 설명하는 것들로 알려져 있다. 존 프라울리 또는 J 리 리먼과 같은 동시대의 전통 점성가들은 본질적 위계의 개념에 덧붙여 설명한다.
- 고양과 쇠퇴: 부가적으로, 한 행성이 그것의 "고양"의 별자리에 있으면 강해지기도 한다. 전통적인 순간 점성술(瞬間 占星術, horary astrology)에서 고양은 주인 지위에 비해서 다소 과장된 위엄의 수준을 나타낸다. 고양은 행성(또는 순간 차트에서 그것이 의미하는 무엇)에게 관심의 중심이지만 그들의 작용 능력의 범위가 한정되어 있는 명예로운 손님의 은유를 지닌 위계를 부여한다. 고양되는 데 있는 행성들의 예는: 토성 (천칭궁), 태양 (백양궁), 금성 (쌍어궁), 달 (금우궁), 수성(처녀궁. 이 분류법에 약간의 불일치가 있음.), 화성 (마갈궁), 목성 (거해궁)인데, 그것의 고양되는 별자리의 반대편에 있는 한 행성은 그것의 "쇠퇴"에 있고, 그러므로, 어쩌면 외면상으로는 손상에 있는 것보다 더 약해진다고 한다. 쇠퇴에 있는 행성은 그것이 있는 별자리에 의해 피동적으로 거절당하고 무시된다. 그것은 얼마나 어떻게 그의 도시를 운영할지에 대해서 주최측 시장에게 제안하려 애쓰는 한 시장에 비유된다.: 주최측 시장은 그의 진심을 찾기 어려우며 그의 정보가 얼마나 그의 도시와 관련성을 갖고 있는지 알지 못한다. 그 도시의 사람들은 그들의 통치자와 같은 기분이다. 그 결과 시장들과 도시 측 모두 교착상태에 빠지고 실패한다.[21] 세 개의 토성외곽 행성이 고양되는 별자리가 있다는 것에 대해서는 동의가 없다.[22]

이어지는 표는 위에서 묘사된 위치들을 열거한다.:
| 행성 (상징) | 위엄   | 손해   | 고양   | 쇠퇴   |
| ----------- | ------ | ------ | ------ | ------ |
| 태양 ()     | 사자궁 | 보병궁 | 백양궁 | 천칭궁 |
| 달 ()       | 거해궁 | 마갈궁 | 금우궁 | 천갈궁 |
| 수성 ()     | 쌍아궁 | 인마궁 | 처녀궁 | 쌍어궁 |
| 금성 ()     | 천칭궁 | 백양궁 | 쌍어궁 | 처녀궁 |
| 화성 ()     | 백양궁 | 천칭궁 | 마갈궁 | 거해궁 |
| 목성 ()     | 인마궁 | 쌍아궁 | 거해궁 | 마갈궁 |
| 토성 ()     | 마갈궁 | 거해궁 | 천칭궁 | 백양궁 |

전통적인 점성가들은 본질적 위계에 부가하여 행성들의 우발적 위계도 고려한다. 이것은 검토상의 차트에 있는 하우스에 의한 배치이다. 우발적인 위계는 행성의 "행동 능력"이다. 따라서, 우리는 예를 들어 거해궁에서 주인의 지위로써 위엄있는 달이 12번째 하우스에 위치해 있으면 그것의 좋은 본성을 표현할 약간의 여지를 갖고 있다고 볼 수도 있다. 12번째 하우스는 3번째, 6번째, 9번째와 함께 마침의 하우스(cadent house)들이며, 이 하우스들에 있는 행성들은 약해지거나 괴로워한다고 여겨진다. 반면에, 1번째, 4번째, 7번째 또는 10번째에 있는 달은 모서리의 하우스(Angular house)에 있으므로 있으면 행동 능력이 더 있게 된다. 차트에서 (2번째, 5번째, 8번째, 11번째)인 연속의 하우스(Succedent house)들에 있는 행성들은 보통 중간의 정도의 행동 능력이 있다고 여겨진다. 우발적인 위계 외에도 역행, 태양광선 하에 있음, 태양빛에 의해 약해짐 등의 일련의 우발적 쇠약들이 있다.

### 추가 분류
십분각
각각의 별자리는 10° 씩의 구간으로 분할된다. 첫 번째 십분각은 그것의 본성이 가장 강조된다고 하며 그 별자리의 주인에 의해 통치된다. 그 다음 십분각은 같은 삼궁에 있는 다음 별자리의 주인 행성에 의해 대리통치된다. 마지막 십분각은 같은 삼궁의 그 다음의 것에 의하여 대리통치 된다. 십분각은 폐지되었다.
별자리의 원소와 양상을 아는 것은 그것을 정의하기에 충분한데 반해, 다른 여러 분류가 그것들의 상징성을 더 잘 이해하는데 관계되어 사용될 수 있다. 아래에서 열거된 일련의 주기가 대부분 일반적이다. 대부분이 행성을 정의하는데 사용되었음에도 불구하고, 이것 역시 별자리에서 유효하다. 이 주기는 인간, 사회 또는 인류까지의 출생, 성장, 죽음의 과정의 은유적 설명자이다.
- 개인적 별자리들 - 백양궁, 금우궁, 쌍아궁, 거해궁[27]
- 개인간의 별자리들 - 사자궁, 처녀궁, 천칭궁, 천갈궁[27]
- 개인초월적 별자리들- 인마궁, 마갈궁, 보병궁, 쌍어궁

회귀황도대의 기본 요소들: 이 요소들은 데인 러디아르에 의해 소개 되었고, RASA 점성술 학교의 교육과정에 사용된다.
항성황도대(천문학상 별자리 요소들)과는 대조적으로, 회귀황도대는 계절적 요소들의 황도대이다. 이 계절적 기본 요소들은 일광에 근거한다. 사실, 항성황도대는 한 해 전체에 걸친 빛과 어둠의 변화율로 정의될 수 있다.
첫 번째 요소: 한 해의 절반은 낮이 늘어나며, 다른 절반은 밤이 늘어난다.
두 번째 요소: 한 해의 절반은 밤보다 낮이 더 길고, 다른 절반은 낮보다 밤이 길다.
세 번째 요소: 사계절. 겨울: 낮이 늘어나며 낮보다 밤이 길다. 봄:낮이 늘어나며 밤보다 낮이 더 길다. 여름: 밤이 늘어나며 밤보다 낮이 더 길다. 가을:밤이 늘어나며 낮보다 밤이 더 길다.

## 인도 점성술
인도 점성술에는 다섯 가지 원소가 있다. 불, 흙, 공기, 물 그리고 공간. 불의 주인은 화성이다. 반면에, 수성은 흙의 주인이며, 토성은 공기의 주인, 금성은 물의 주인, 목성은 공간의 주인이다.
조티시 점성술은 서양 점성술에서의 것과 일치하는 황도대 별자리인 라시(Rāśi)를 인정한다. 별자리와 원소의 관계는 두 가지의 체계에서 동일하다.
| 번호 | 산스크리트어 | 산스크리트어 문자변환 국제 알파벳 (한글 발음) | 산스크리트어 해석 | 한글 이름 | 라틴어      | 그리스어  | 해설        | 타트바 (원소)   | 특성                                | 주인 행성 |
| ---- | ------------ | --------------------------------------------- | ----------------- | --------- | ----------- | --------- | ----------- | --------------- | ----------------------------------- | --------- |
| 1    | मेष           | Meṣa(메사)                                    | 숫양              | 백양궁    | Aries       | Κριός     | 숫양        | 테자스 (불)     | 카라(Cara) (가동적)                 | 화성      |
| 2    | वृषभ          | Vṛṣabha(블사바)                               | 황소              | 금우궁    | Taurus      | Ταῦρος    | 황소        | 프리티비 (흙)   | 스티라(Sthira) (고정적)             | 금성      |
| 3    | मिथुन          | Mithuna(미투나)                               | 쌍둥이            | 쌍아궁    | Gemini      | Δίδυμοι   | 쌍둥이      | 바유 (공기)     | 드비스바바바(Dvisvabhava) (이중적)  | 수성      |
| 4    | कर्कट         | Karkaṭa(칼카타)                               | 게                | 거해궁    | Cancer      | Καρκίνος  | 게          | 잘라 (물)       | 카라(Cara) (가동적)                 | 달        |
| 5    | सिंह           | Siṃha(심하)                                   | 사자              | 사자궁    | Leo         | Λέων      | 사자        | 테자스 (불)     | 스티라(Sthira) (고정적)             | 태양      |
| 6    | कन्या          | Kanyā(카냐)                                   | 소녀              | 처녀궁    | Virgo       | Παρθένος  | 처녀        | 프리티비 (공기) | 드비스바바바(Dvisvabhava) (이중적)  | 수성      |
| 7    | तुला           | Tulā(툴라)                                    | 저울              | 천칭궁    | Libra       | Ζυγός     | 저울        | 바유 (공기)     | 카라(Cara) (가동적)                 | 금성      |
| 8    | वृश्चिक         | Vṛścika(블스키카)                             | 전갈자리          | 천갈궁    | Scorpio     | Σκoρπιός  | 전갈자리    | 잘라 (물)       | 스티라(Sthira) (고정적)             | 화성      |
| 9    | धनुष          | Dhanus(다누스)                                | 활                | 인마궁    | Sagittarius | Τοξότης   | 궁수        | 테자스 (불)     | 드비스바바바(Dvisvabhava) (이중적)  | 목성      |
| 10   | मकर          | Makara(마카라)                                | 바다괴물          | 마갈궁    | Capricorn   | Αἰγόκερως | 뿔달린 염소 | 프리티비 (공기) | 카라(가동적)                        | 토성      |
| 11   | कुम्भ          | Kumbha(쿰바)                                  | 물주전자          | 보병궁    | Aquarius    | Ὑδροχόος  | 물붓는 사람 | 바유 (Air)      | 스티라(Sthira) (고정적)             | 토성      |
| 12   | मीन           | Mīna                                          | 물고기            | 쌍어궁    | Pisces      | Ἰχθεῖς    | 물고기      | 잘라 (물)       | 드비스바바바 (Dvisvabhava) (이중적) | 목성      |

헬레니즘식 회귀황도대와는 다르게, 이 황도대의 별자리의 날짜는 "항성황도대"에 있다. 회귀황도대에서 양자리는 춘분점에서 시작하는데 반해, 이것은 분점 세차운동을 계산에 넣어, 태양이 천문학상의 양자리에 들어갔을 때의 날짜에 양자리가 시작한다.

### 나그샤트라스
나크샤트라 (데바나가리: नक्षत्र, 산스크리트: naksha-(접근), and tra-(보호)에서 유래한 nakshatra) 또는 달의 저택(lunar mansion)은 힌두 천문학과 점성술(조티사)에서 사용되는 하늘의 27 구간들 중의 하나로, 그것들에서의 두드러진 항성(들)에 의해 식별된다.

## 중국 황도대 별자리
서양 또는 인도의 황도대와는 다르게, 중국의 황도대 별자리는 천문적 별자리로부터 유래하지 않았고, 황도대의 구간들에 해당되지 않는다. 대신에, 중국 점성술의 별자리는 음력의 년 주기 그리고 (시진으로 알려진) 하루의 두시간씩의 기간 주기에 사용된다. 중국 황도대는 중국 점성술의 오행과 조합된 60년 주기에도 사용된다. 그렇지만, 몇몇 연구가들은 중국의 12년 주기와 황도대의 천문상 별자리는 명확한 관계가 있다고 한다. 예를 들어, 뱀의 해에 목성은 쌍둥이자리에 있고, 말의 해에 목성은 게자리에 있는 등이다. 그렇다면, 중국의 12년 달력은 태양태음목성의 달력이다.

### 황도대의 상징성
이어지는 표는 열두 별자리와 그것들의 특성들을 보여준다.
| 별자리     | 음(陰)/양(陽) | 방위   | 계절     | 불변 원소(行) | 1/3 대좌(對座) |
| ---------- | ------------- | ------ | -------- | ------------- | -------------- |
| 쥐(鼠)     | 양            | 북(北) | 겨울(冬) | 물(水)        | 1번째          |
| 소(牛)     | 음            | 북(北) | 겨울(冬) | 물(水)        | 2번째          |
| 호랑이(虎) | 양            | 동(東) | 봄(春)   | 나무(木)      | 3번째          |
| 토끼(兔)   | 음            | 동(東) | 봄(春)   | 나무(木)      | 4번째          |
| 용(龍)     | 양            | 동(東) | 봄(春)   | 나무(木)      | 1번째          |
| 뱀(蛇)     | 음            | 남(南) | 여름(夏) | 불(火)        | 2번째          |
| 말(馬)     | 양            | 남(南) | 여름(夏) | 불(火)        | 3번째          |
| 양(羊)     | 음            | 남(南) | 여름(夏) | 불(火)        | 4번째          |
| 원숭이(猴) | 양            | 서(西) | 가을(秋) | 쇠(金)        | 1번째          |
| 닭(鷄)     | 음            | 서(西) | 가을(秋) | 쇠(金)        | 2번째          |
| 개(狗)     | 양            | 서(西) | 가을(秋) | 쇠(金)        | 3번째          |
| 돼지(豬)   | 음            | 북(北) | 겨울(冬) | 물(水)        | 4번째          |

### 열두 별자리

24 주요 방위들과 그것들과 연관있는 별자리의 기호를 보여주는 도표

중국 점성술에서 열두 동물 별자리의 황도대는 열두 가지의 다른 성격 유형을 대표한다. 이 황도대는 전통적으로 쥐의 별자리에서 시작되며 중국 황도대의 기원에 대해서와 왜 그런지에 대한 많은 이야기들이 있다. 이 황도대의 열두 별자리는 사원소와 조합된 60년 달력의 일부이며, 전통적으로 그것들은 지지(地支)라고 불린다. 우리에게 그것은 띠로 더 익숙하다. 중국 황도대는 태음태양력인 중국 달력을 따르며, 그래서 한 월의 "전환" 일이 매년마다 변경된다. 다음은 순서에 따른 열두 개의 황도대 별자리이다.
1. 자(子): 쥐 (양, 1번째 대좌, 원소: 물): 쥐해는 1900년, 1912년, 1924년, 1936년, 1948년, 1960년, 1972년, 1984년, 1996년, 2008년을 포함한다. 쥐는 년중 하나의 특정 월에 상응하기도 한다. 자시는 오후 11시 ~ 오전 1시이다.
2. 축(丑): 소 (음, 2번째 대좌, 원소: 물): 소해는 1901년, 1913년, 1925년, 1937년, 1949년, 1961년, 1973년, 1985년, 1997년, 2009년을 포함한다. 소는 년중 하나의 특정 월에 상응하기도 한다. 축시는 오전 1시 ~ 오전 3시이다.
3. 인(寅): 호랑이(양, 3번째 대좌, 원소: 나무): 호랑이해는 1902년, 1914년, 1926년, 1938년, 1950년, 1962년, 1974년, 1986년, 1998년, 2010년, 2022년을 포함한다. 호랑이는 년중 하나의 특정 월에 상응하기도 한다. 인시는 오전 3시 ~ 오전 5시이다.
4. 묘(卯): 토끼 (음, 4번째 대좌, 원소: 나무): 토끼해는 1903년, 1915년, 1927년, 1939년, 1951년, 1963년, 1975년, 1987년, 1999년, 2011년을 포함한다. 토끼는 년중 하나의 특정 월에 상응하기도 한다. 묘시는 오전 5시 ~ 오전 7시이다.
5. 진(辰): 용 (양, 1번째 대좌, 원소: 나무): 용해는 1904년, 1916년, 1928년, 1940년, 1952년, 1964년, 1976년, 1988년, 2000년, 2012년을 포함한다. 용은 년중 하나의 특정 월에 상응하기도 한다. 진시는 오전 7시 ~ 오전 9시이다.
6. 사(巳): 뱀 (음, 2번째 대좌, 원소: 불): 뱀해는 1905년, 1917년, 1929년, 1941년, 1953년, 1965년, 1977년, 1989년, 2001년, 2013년을 포함한다. 뱀은 년중 하나의 특정 월에 상응하기도 한다. 사시는 오전 9시 ~ 오전 11시이다.
7. 오(午): 말 (양, 3번째 대좌, 원소: 불): 말해는 1906년, 1918년, 1930년, 1942년, 1954년, 1966년, 1978년, 1990년, 2002년, 2014년을 포함한다. 말은 년중 하나의 특정 월에 상응하기도 한다. 오시는 오전 11시 ~ 오후 1시이다.
8. 미(未): 양 (음, 4번째 대좌, 원소: 불): 양해는 1907년, 1919년, 1931년, 1943년, 1955년, 1967년, 1979년, 1991년, 2003년, 2014년을 포함한다. 영은 년중 하나의 특정 월에 상응하기도 한다. 미시는 오후 1시 ~ 오후 3시이다.
9. 신(申): 원숭이 (양, 1번째 대좌, 원소: 쇠): 원숭이해는 1908년, 1920년, 1932년, 1944년, 1956년, 1968년, 1980년, 1992년, 2004년, 2016년을 포함한다. 원숭이는 년중 하나의 특정 월에 상응하기도 한다. 신시는 오후 3시 ~ 5시이다.
10. 유(酉): 닭 (음, 2번째 대좌, 원소: 쇠): 닭해는 1909년, 1921년, 1933년, 1945년, 1957년, 1969년, 1981년, 1993년, 2005년, 2017년을 포함한다. 닭은 년중 하나의 특정 월에 상응하기도 한다. 유시는 오후 5시 ~ 오후 7시이다.
11. 술(戌): 개 (양, 3번째 대좌, 원소: 쇠): 개해는 1910년, 1922년, 1934년, 1946년, 1958년, 1970년, 1982년, 1994년, 2006년, 2018년을 포함한다. 개는 년중 하나의 특정 월에 상응하기도 한다. 술시는 오후 7시 ~ 오후 9시이다.
12. 해(亥): 돼지(음, 돼지, 4번째 대좌, 원소: 물): 돼지해는 1911년, 1923년, 1935년, 1947년, 1959년, 1971년, 1983년, 1995년, 2007년, 2019년을 포함한다. 돼지는 년중 하나의 특정 월에 상응하기도 한다. 해시는 오후 9시 ~ 오후 11시이다.

### 다섯 원소 (오행)
- 나무: 나무 속성의 사람은 높은 도덕수준을 갖고 있고, 자신감 있으며, 포용력 있으며, 협조적이고, 폭넓고 다양한 관심사를 지닌다. 나무와 연관된 방위는 동쪽이며, 계절은 동물의 별자리들인 호랑이, 토끼, 용을 위한 원소를 만드는 봄이다.
- 불: 불 속성의 사람은 지도자의 자질을 갖고 있고, 확고하며, 자신감 있고, 긍정적이며, 적극적이다. 불과 연관된 방위는 남쪽이며, 계절은 동물의 별자리들인 뱀, 말, 양을 휘한 원소를 만드는 여름이다.
- 흙: 흙 속성의 사람은 논리적이고 꼼꼼하며, 지적이고, 객관적이며, 계획하기 좋아한다. 흙은 계절의 변화를 담당한다.

오행(五行)이라 불리는 다섯 원소는 모두 육십갑자(六十甲子)라고 불리는 60년 달력에서 지지(地支) 또는 띠라고 하는 열두 동물의 별자리들과 함께 운용된다. 오행은 그것들의 음과 양의 방식으로 달력에 나타나는데, 그것들은 열개의 천간으로도 알려져 있다. 서양력과 비교하여 그 주기에 해당되는 년을 계산하려할 때, 홀수로 끝나는 해는 음, 짝수로 끝나는 해는 양이라는 방법을 따르면 쉽다.

## 같이 보기
- 띠 (생초)

## 참고 문헌
- Arroyo, Stephen (1975). Astrology, Psychology and The Four Elements. California: CCRS Publications.
- Arroyo, Stephen (1989). Chart Interpretation Handbook. California: CCRS Publications.
- Bobrick, Benson (2005). The Fated Sky: Astrology in History. Simon&Schuster.
- Hone, Margaret (1978). The Modern Text-Book of Astrology. Revised edition. England: L. N. Fowler & Co. Ltd.
- Johnsen, Linda (2004 March). A Thousand Suns: Designing Your Future with Vedic Astrology. Yes International Publishers.
- Mayo, Jeff (1979). Teach Yourself Astrology. London: Hodder and Stoughton.
- Rochberg, Francesca (1998), "Babylonian Horoscopes", American Philosophical Society, New Series, Vol. 88, No. 1, pp i-164
- Rudhyar, Dane (1943). Astrological Signs – The Pulse of Life. http://www.khaldea.com/rudhyar/pofl/pofl_p1p1.shtml
- Sachs, Abraham (1948), "A Classification of the Babylonian Astronomical Tablets of the Seleucid Period", Journal of Cuneiform Studies, Vol. 2, No. 4, pp. 271–290
- Sutton, Komilla (1999). "The Essentials of Vedic Astrology". England: The Wessex Astrologer Ltd.